# Niederweis
Niederweis település Németországban, Rajna-vidék-Pfalz tartományban. Lakosainak száma 271 fő (2023. december 31.).

## Népesség
A település népességének változása:
| Lakosok száma | 247  | 263  | 258  | 272  | 272  | 271  |
|               | 1975 | 2017 | 2019 | 2021 | 2022 | 2023 |